# 13437 Wellton-Persson
13437 Wellton-Persson este un asteroid din centura principală de asteroizi.

## Descriere
13437 Wellton-Persson este un asteroid din centura principală de asteroizi. A fost descoperit pe 28 noiembrie 1999 la Kvistaberg în cadrul programului Uppsala-DLR Asteroid Survey. Asteroidul prezintă o orbită caracterizată de o semiaxă mare de 2,35 ua, o excentricitate de 0,09 și o înclinație de 1,5° în raport cu ecliptica.